# Stazione di Grisolia-Santa Maria
Stazione di Grisolia-Santa Maria vasútállomás Olaszországban, Grisolia településen.

## Vasútvonalak
Az állomást az alábbi vasútvonalak érintik:
- Battipaglia–Reggio di Calabria-vasútvonal

## Kapcsolódó állomások
A vasútállomáshoz az alábbi állomások vannak a legközelebb:
- Stazione di Diamante-Buonvicino
- Stazione di Marcellina-Verbicaro-Orsomarso